# Охо-хо
«Охо-хо» — российская поп-группа, просуществовавшая с 1999 по 2003 год. Трио из участников Сергея Шмыкова, Никиты Малинина и Тимура Гвания.

## История
Группа основана в 1999 году в Москве. Участники долго подбирали для группы название, среди них: «Сердца трёх» и «Свои». Жена Вадима Цыганова — певица Вика Цыганова достала видеокассету с фильмом «Охота на...» и закрыла рукой вторую часть, оставив «Охо». На следующий день участникам сказали, что группа называется «Охо-хо». На момент основания группы Никите Малинину, сыну Александра Малинина, было 17 лет, в то же время он учился в училище эстрадно-джазового искусства им. Гнесиных по классу вокала. Ещё до этого он окончил общеобразовательную и музыкальную школы по классу гитары. Сергею Шмыкову — 20, а Тимуру Гвания — 19.
Успех к группе пришёл после песни «Все танцуют», являющейся русской версией трека «Everybody» группы Worlds Apart 1996 года. На песню был снят видеоклип режиссёром Александром Солохой. В 1999 году на лейбле «Русское радио» вышел дебютный одноимённый альбом, в который вошли песни «Наши девчонки» (русская версия трека группы Take That), «Да, любовь — беда...» (русская версия трека группы The Boys). Над созданием этого альбома работали композиторы Натан Дани и Илья Корсуков.
В сентябре 2000 года на лейбле «Видеосервис» вышел второй альбом «Далеко...», в который вошла песня «Выпускной 2000» (на музыку и слова Сергея Конева), исполненная совместно с группой «140 ударов в минуту». На песню «Далеко» был снят клип, в котором демонстрируются фрагменты выступления группы и фильма Виктора Волкова «Три сестрички», который вышел в 2002 году.
В апреле 2001 года Вадим Цыганов продал группу основателю фармацевтической компании «Биотэк» и тогдашнему тестю Николая Баскова Борису Шпигелю за 200 000 $. Борис Шпигель предложил Тимуру Гвания начать сольную карьеру. Тимур Гвания ушёл из группы, остались только Никита Малинин и Сергей Шмыков. Борис Шпигель сменил название «Охо-хо» на «Презент».
В 2003 году группа прекратила своё существование. В то же время Никита Малинин стал участником третьего сезона шоу «Фабрика звёзд». Продюсером певца стал Александр Шульгин. Никита Малинин записал первую песню «Котёнок», ставшую его визитной карточкой.

## Состав
- Сергей Шмыков (род. 13 сентябpя 1978, Москва)[8] — вокал, бэк-вокал (1999—2003)
- Никита Малинин (Выгузов) (род. 4 сентябpя 1981, Москва)[8] — вокал, бэк-вокал (1999—2003)
- Тимур (Теймураз) Гвания (род. 16 сентябpя 1979, Сухуми)[8] — вокал, бэк-вокал (1999—2001)

## Дискография
| 1999 — «Все танцуют» |
| --- |
| 1. Все танцуют 2. Наши девчонки 3. Розы на снегу 4. Только с тобой (mix) 5. Дым 6. Охо-хо 7. Да, любовь — беда... 8. Только с тобой 9. Я и ты 10. Облака |

| 2000 — «Далеко...» |
| --- |
| 1. Intro 2. Далеко 3. Не верь слезам 4. Небо 5. Стасик 6. ... Или весна 7. Наша любовь 8. Он не придёт 9. Летом и зимой 10. Выпускной 2000 (feat. 140 ударов в минуту) 11. До свидания 12. Intro 13. Все танцуют (Караоке) 14. Далеко (Караоке) |

## Клипы
- 1999 — Все танцуют на YouTube
- 2000 — Далеко на YouTube
- 2000 — ... Или весна на YouTube

## Телевидение
- 1999 — МузОбоз (ТВ-6)[11]
- 1999 — Однажды вечером (ТНТ)[12]
- 1999—2000 — Ваша музыка (ТВ-6)